# Carrer de Lepant
El carrer de Lepant és un carrer de Barcelona que situat al districte de l'Eixample i al d'Horta-Guinardó, i travessa els barris del Fort Pienc, la Sagrada Família i el Baix Guinardó. Comença a l'Avinguda Meridiana i acaba a la Ronda del Guinardó.

## Nomenclàtor
El nom prové de la batalla de Lepant, una batalla naval que va enfrontar la Lliga Santa amb l'Imperi Otomà esdevinguda el 7 d'octubre de 1571. El nom actual va ser aprobat l'1 de juliol de 1929 i anteriorment s'havia anomenat "carrer de Polònia" i era el numero 41 del Pla Cerdà.

## Edificis rellevants
Al carrer de Lepant hi ha diversos llocs destacats, com L'Auditori, l'Escola Superior de Música de Catalunya, el Museu de la Música, La Monumental, les antigues Casernes de Girona amb l'actual Jardins del Príncep de Girona, entre d'altres.